# Терентьев, Пётр Семёнович
Тере́нтьев Пётр Семёнович (1895, Каменный Наволок, Олонецкая губерния — 1960) — российский и советский военнослужащий. Участник первой мировой, гражданской и Великой Отечественной войны.

## Биография
Родился в 1895 году, в деревни Каменный Наволок, Олонецкой губернии. Участвовал в первой мировой войне, в составе Русской императорской армии, уволен в звании унтер-офицера.
В РККА с 1918 года. Занимал должность начальника пулемётной бригады 4-го Копорского отряда, был командиром батальона 10-го Новгородского пехотного полка, помощником командира полка и командиром батальона 228-го полка, помощником командира 229-го стрелкового полка 26-й стрелковой дивизии. Слушатель Курсов старших строевых и штабных начальников 5-й армии, затем временно исполняющий обязанности командира 243-го Петроградского, командир 235-го Невельского стрелковых полков 27-й Омской стрелковой дивизии. В запасе с 1923 года. За время участия в боях, был награждён орденом Красного Знамени, дважды, в 1921 и 1922 годах.
Великую Отечественную войну встретил в июле 1941 и был назначен начальником штаба 263-го отдельного пулемётно-артиллерийского батальона, но позже выбыл, из-за отсутствия штабной должности. Затем прибыл в 78-й запасной полк. Служил на Ленинградском фронте. Назначен командиром первого батальона, 1066-го стрелкового полка, 281-й стрелковой дивизии, а в октябре 1941 был легко ранен. В сентябре 1942 года назначен на должность начальника 1-й части Подпорожского райвоенкомата. В декабре 1945 уволен в запас.
Умер в 1960 году.

## Награды
- Два ордена Красного Знамени (31.12.1921, 10.03.1922) — за участие в боях, отличие, мужество и стойкость во время Гражданской войны в России.
- Орден Красной Звезды (22.07.1945) — за мужество и героизм проявленный при командовании порученным подразделением во время Великой Отечественной войны.

## Ссылка
- Краснознаменцы. https://krasnoznamenci.ru. Дата обращения: 22 августа 2021.